# 黎川悬钩子
黎川悬钩子（学名：Rubus lichuanensis）是蔷薇科悬钩子属的植物，是中国的特有植物。分布在中国大陆的江西等地，多生于竹林中，目前尚未由人工引种栽培。